# Triptognathus subalpinus
Triptognathus subalpinus là một loài tò vò trong họ Ichneumonidae.